# Lápos réti talaj
A lápos réti talaj talajgenetikai szempontból a réti talajok, diagnosztikai alapon a mezőségi talajok osztályán belül azoknak a talajféleségeknek a jelölése, amelyek kialakulásában döntő szerepet játszik az erőteljes túlnedvesedésnek való állandó vagy közel állandó kitettség (vízborítottság vagy közeli talajvíz), de a láptalajoktól eltérően a tőzegképződés folyamata nem indult meg. A többi réti talajénál a lazább, morzsalékosabb szerkezetű feltalajban végbemenő szervesanyag-felhalmozódás erőteljesebb, humusztartalma amazokénál és a láptalajokénál egyaránt magasabb. Homoktalajok esetében 4–10%-os, vályog- és agyagtalajoknál 7–20%-os humusztartalom esetében beszélhetünk lápos réti talajról. További fontos uralkodó talajképződési folyamat a mélyebb rétegekben a túlnedvesedés okozta levegőtlenség következtében fellépő vasmozgás, glejképződés, ami a láptalajokra nem jellemző, a többi rétitalaj-féleségben pedig a glejképződés mellett megfigyelhetőek a lápos réti talajokban elenyésző kilúgzási és sófelhalmozási folyamatok is.

## Lápos réti talajok Magyarországon
A MÉM Földügyi és Térképészeti Hivatalának agrotopográfiai térképei alapján Magyarország összterületének mintegy 2,2%-át borítják lápos réti talajok kb. 2100 km²-en. Ennek a fele, 50,6%-a az Alföld, 24,7%-a a Kisalföld, 17,2%-a pedig a Dunántúli-dombság vidékén található, de számottevő lápos réti talajjal borított területek találhatóak a Nyugat-magyarországi peremvidéken is.
|      | Középtáj                           | Nagytáj                          | Lápos réti talaj (%) | Megjegyzések |
| ---- | ---------------------------------- | -------------------------------- | -------------------- | --- |
| 1.1  | Duna menti síkság                  | Alföld                           | 5,9                  | Alsónémedi és Dabas vidékén kb. kb. 210 km²-en, Ócsa környékén kb. 80 km²-en jelentős kiterjedésben, gyenge termékenységi mutatóval, főként rétként hasznosítva. |
| 1.2  | Duna–Tisza közi síkvidék           | Alföld                           | 4,7                  | Jelentős kiterjedésű területeken a Kiskunsági-homokháton, lápréti növényállományokkal (kb. 250 km²), a Bugaci-homokháton löszös talajképző kőzeten (kb. 40 km²), a Pilis–Alpári-homokháton pedig gyephasznosítású foltokban (kb. 25 km²).                                            |
| 1.3  | Bácskai-síkvidék                   | Alföld                           | 0,9                  | A Bácskai löszös síkságon kisebb gyepterületek talaja (kb. 15 km²). |
| 1.4  | Mezőföld                           | Alföld                           | 5                    | A Sárvíz-völgy legnagyobb kiterjedésű, elsősorban rétként hasznosított talajtípusa (kb. 155 km²), emellett foltokban a Sió-völgyben (kb. 35 km²), valamint a sárréti Séd-völgyben (kb. 10 km²).                                                                                      |
| 1.5  | Dráva menti síkság                 | Alföld                           | 0                    | |
| 1.6  | Felső-Tisza-vidék                  | Alföld                           | 2,9                  | A Szatmári-síkon nagyobb foltban erősen savanyú kémhatású (kb. 80 km²). |
| 1.7  | Közép-Tisza-vidék                  | Alföld                           | 0                    | |
| 1.8  | Alsó-Tisza-vidék                   | Alföld                           | 0                    | |
| 1.9. | Észak-alföldi-hordalékkúpsíkság    | Alföld                           | 0                    | |
| 1.10 | Nyírség                            | Alföld                           | 1,9                  | A Nyírség mélyebb fekvésű középső, déli és délkeleti tájain foltokban (kb. 90 km²). |
| 1.11 | Hajdúság                           | Alföld                           | 0                    | |
| 1.12 | Berettyó–Körös-vidék               | Alföld                           | 0,1                  | |
| 1.13 | Körös–Maros köze                   | Alföld                           | 0                    | |
| 2.1  | Győri-medence                      | Kisalföld                        | 12,1                 | Nagy kiterjedésben, gyenge termékenységi mutatókkal a Csornai-síkon, elsősorban Csorna vidékén (kb. 150 km²) és a Hanságban (kb. 130 km²), de legelő és kaszáló hasznosítású lápos réti talaj borítja a felszínt foltokban a Mosoni-síkon (kb. 25 km²) is.                           |
| 2.2  | Marcal-medence                     | Kisalföld                        | 12,7                 | A Marcal-völgyben és a folyóba futó kemenesaljai patakvölgyekben uralkodó, öntésanyagon képződött, vályogos összetételű talajtípus (kb. 110 km²). Hasonlóképpen gyakori talajtípus a Pápa–Devecseri-sík ártereinek allúviumán (kb. 95 km²).                                          |
| 2.3  | Komárom–Esztergomi-síkság          | Kisalföld                        | 0                    | |
| 3.1  | Alpokalja                          | Nyugat-magyarországi-peremvidék  | 0                    | |
| 3.2  | Sopron–Vasi-síkság                 | Nyugat-magyarországi-peremvidék  | 0,2                  | |
| 3.3  | Kemeneshát                         | Nyugat-magyarországi-peremvidék  | 2,3                  | A Cinca-, a Kodó-patakok és a Sárvíz völgyében (kb. 30 km²). |
| 3.4  | Zalai-dombság                      | Nyugat-magyarországi-peremvidék  | 3,6                  | A Felső-Zala-völgy jellegzetes talajképződménye a vályog mechanikai összetételű, karbonátos lápos réti talaj (kb. 60 km²), további kisebb foltjai találhatóak a Principális-völgy északi részén (kb. 25 km²), az Egerszeg–Letenyei-dombság és a Göcsej folyóvölgyeiben (kb. 25 km²). |
| 4.1  | Balaton-medence                    | Dunántúli-dombság                | 4,5                  | A Kis-Balaton egykor vízzel borított medencéjében kb. 35 km²-en, a Balaton-parti déli sík vízjárta területein és a Tapolcai-medence mélyebb fekvésű térszínein kb. 15-15 km²-en. |
| 4.2  | Külső-Somogy                       | Dunántúli-dombság                | 4,8                  | A középtáj déli és keleti részének patakvölgyeiben (kb. 90, ill. 50 km²). |
| 4.3  | Belső-Somogy                       | Dunántúli-dombság                | 1,4                  | Nyugat-Belső-Somogy északi, a Kis-Balaton-medencével határos peremén (kb. 30 km²). |
| 4.4  | Mecsek és Tolna–Baranyai-dombvidék | Dunántúli-dombság                | 2,5                  | Az Észak-Zselic patakvölgyeiben (kb. 90 km²), valamint a Völgységben a Kapos völgyében (kb. 15 km²). |
| 5.1  | Bakony-vidék                       | Dunántúli-középhegység           | 0                    | |
| 5.2  | Vértes–Velencei-hegyvidék          | Dunántúli-középhegység           | 0,3                  | |
| 5.3  | Dunazug-hegyvidék                  | Dunántúli-középhegység           | 0                    | |
| 6.1  | Visegrádi-hegység                  | Észak-magyarországi-középhegység | 0                    | |
| 6.2  | Börzsöny                           | Észak-magyarországi-középhegység | 0                    | |
| 6.3  | Cserhát-vidék                      | Észak-magyarországi-középhegység | 0,1                  | |
| 6.4  | Mátra-vidék                        | Észak-magyarországi-középhegység | 0                    | |
| 6.5  | Bükk-vidék                         | Észak-magyarországi-középhegység | 0                    | |
| 6.6  | Aggtelek–Rudabányai-hegyvidék      | Észak-magyarországi-középhegység | 0                    | |
| 6.7  | Tokaj–Zempléni-hegyvidék           | Észak-magyarországi-középhegység | 0                    | |
| 6.8  | Észak-magyarországi-medencék       | Észak-magyarországi-középhegység | 0                    | |